# John Michie
John Michie (Birma, 25 oktober 1956) is een Britse televisie- en filmacteur, vooral bekend door zijn rol als DI Robbie Ross in de Schotse politieserie Taggart.
Geboren in Birma, en getogen in Kenia, was Michie 12 jaar toen zijn familie zich vestigde in Edinburgh, Schotland. Op 19-jarige leeftijd reisde hij naar Australië waar hij werkte in verschillende baantjes.  
Twee jaar later terug in Schotland nam hij een baan aan als helper in het Traverse Theatre, waar zijn interesse voor optreden begon. Zijn eerste filmrol was een rol in een film uit 1984, A Passage to India.
In 1990 speelde hij de rol van Robby Meiklejohn in de Taggart-aflevering genaamd Love Knot. Hij ging in 1998 fulltime werken in de serie. 
In 1999 had hij een rol naast Richard Harris in To Walk with Lions.  
In 2008 was Michie te zien in een vijfdelig programma voor STV, Highlands. 
John gaf zijn steun aan de Labour Party in  Glasgow-East voor de verkiezingen in 2008.

## Filmografie
- A Passage to India (1984)
- Monk Dawson (1998)
- To Walk with Lions (1999)
- Puckoon (2002)
- Bare Necessities (1992)

Televisie
- Taggart (1998-2010)
- Moon and Son (1992)
- Murder Capital (2007)
- Ridley (2024)

- Gemeinsame Normdatei: 1062346955
- Library of Congress Control Number: nr2001016787
- SNAC: w6c33pd2
- Virtual International Authority File: 36844610
- WorldCat: E39PBJh4tGbgMfHhhgRGbjhfv3